# Espagnac
 Espagnac  (en occitano Espanhac) es una comuna y población de Francia, en la región de Lemosín, departamento de Corrèze, en el distrito de Tulle y cantón de La Roche-Canillac.
Su población en el censo de 2008 era de 337 habitantes.

## Historia
Ocupación romana. Taller monetario merovingio. Importante centro económico en la época carolingia. Priorato de la abadía de Tulle. 

### Origen del nombre
Espaniaco o Spaniaco en las  monedas merovingias, deriva del nombre masculino latino Spanius.

## Demografía
| 298 | 367 | 330 | 343 | 338 | 339 | 337 |
| Para los censos de 1962 a 1999 la población legal corresponde a la población sin duplicidades (Fuente: INSEE [Consultar]) |     |     |     |     |     |     |